# نمرة اتنين (مسلسل)
نمرة اتنين مسلسل تلفزيوني مصري درامي من إنتاج عام 2020.

## قصة المسلسل
قصص مختلفة عن العلاقات ومفهوم الرومانسية في المجتمع الحديث في 6 مدن عربية مختلفة بما في ذلك؛ الرياض، جدة، القاهرة، الجونة، بيروت ودبي.

## طاقم العمل
- منى زكي
- أحمد مالك
- نيللي كريم
- عادل كرم
- شيرين رضا
- أمينة خليل
- صبا مبارك
- عمرو يوسف
- ماجد الكدواني
- آسر ياسين
- يعقوب الفرحان[2]